# 松巴海峽
松巴海峽（Selat Sumba）是印度尼西亞的海峽，位於松巴島與主要島嶼（如弗洛勒斯島和松巴哇島）和小型島嶼（如科莫多島和林卡島）之間，長約280公里，闊約40至88公里，連接薩武海和印度洋，是重要的水路。
9°5′S 120°0′E / 9.083°S 120.000°E